# Apocrypta bakeri
Apocrypta bakeri är en stekelart som först beskrevs av Joseph 1952.  Apocrypta bakeri ingår i släktet Apocrypta och familjen fikonsteklar. Inga underarter finns listade i Catalogue of Life.